# Nestelbach im Ilztal
Nestelbach im Ilztal est une ancienne commune autrichienne du district de Hartberg-Fürstenfeld en Styrie.